# Пам'ятник Йосипу Нелюбович-Тукальському (Чигирин)
Пам'ятник Йосифу Нелюбович-Тукальському — пам'ятник у Чигирині, який відкрили 11 серпня 2007 року біля відбудованої церкви апостолів Петра й Павла.
Проєкт пам'ятника створювався за активної участі Патріарха Київського і всієї Руси-України Філарета. Триметрова аскетична фігура митрополита Тукальського втілює благословення до єдності церкви й нації. Посохи в його руках символічно сходяться в одній точці — лівий, який означає державу, і правий, з хрестом, — церкву. Освятив пам'ятник владика Черкаський і Чигиринський Іоанн. Автор пам'ятника відомий український скульптор Владислав Димйон.
Пам'ятник є номінантом у проєкті «Сім чудес Черкащини».